# 摇篮本

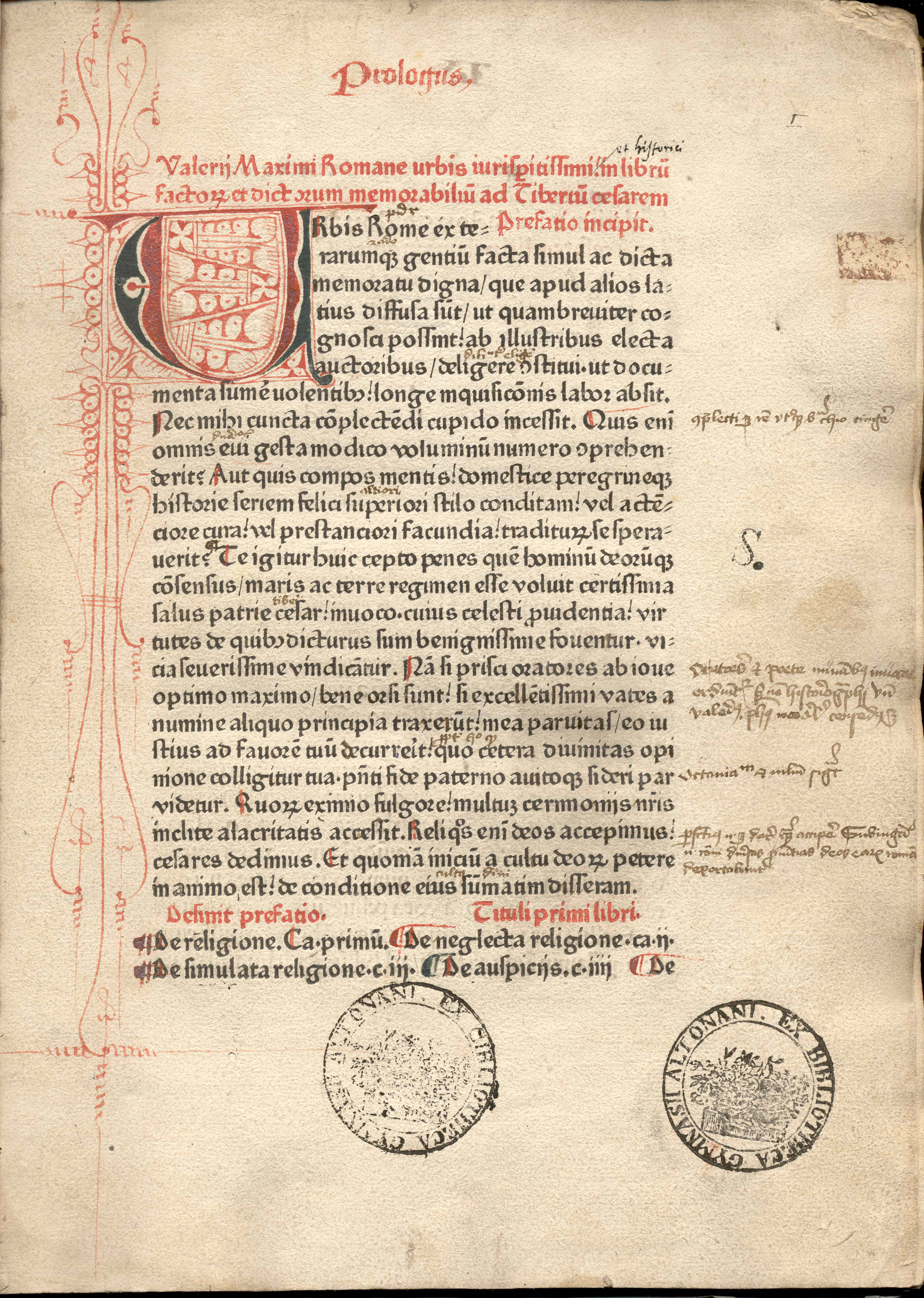
瓦莱里乌斯·马克西姆斯《善言懿行录》（Facta et dicta memorabilia ）中一页，由彼得·舍费尔于1471年在美因茨以红黑两色印刷。

摇篮本（英語：incunable）又称为古刊本、古版书，在印刷史上是指欧洲活字印刷术发明之后至1500年的早期印刷时代（摇篮时代）的书籍、小册子等各种印刷品。摇篮本是印刷机在欧洲大陆普及之前的印刷品，与手抄本不同。一些学者将同一时期的木版书也包含在摇篮本之内，而另一些学者认为摇篮本只包含活字印刷品。
截至2021年，已知有大约3万种版本的摇篮本文献。尚存单个副本的可能数量要高得多，仅在德国就估计有约12万5千册。统计分析估计佚失的版本数量至少为2万。目前全世界共保存了约27500种不同作品的大约55万份副本。

## 名称
摇篮本的英文“incunable”是拉丁文“incunabulum”的英语化形式，而“incunabulum”则是表示“襁褓”或“摇篮”的拉丁文单词“incunabula”的单数形式，可用于隐喻地指代“发展的最早阶段或最初的痕迹”。摇篮本原先在英文中还被称为“fifteener”，即指“十五世纪版本”。
荷兰医生和人文主义者哈德良·尤尼乌斯在其著作《巴达维亚》（Batavia，写于1569年；在其死后于1588年出版）最早使用“incunabula”一词来描述印刷史阶段。他在文中提到了的一个时期（直译为“印刷艺术的第一个摇篮期”）。该术语有时被错误地认为是由伯恩哈德·冯·马林克罗特在其拉丁文著作《印刷艺术的兴起和进展》（De ortu ac progressu artis Typographicae，1640年）中最早提出的，但他其实只是引用了尤尼乌斯的描述。
17世纪后期，“incunabula”一词开始表示印刷品本身。而在19世纪中叶之前，英语中还未曾有这一用法。
尤尼乌斯将1500年作为他定义的“摇篮时代”的截止时期，这一定义目前仍然是现代学术界的惯例。这种使用一个固定的结束年份来为印刷品划分类别的方式不能反映印刷史的发展变化，在1500年后多年印刷的许多书籍与摇篮本并无明显分别。现在会用“后摇篮本”（post-incunable）一词指代1500年至1520年或1540年之间的印刷品，只不过具体的定义还未达成一致。从这个时期开始，确定印刷品版本的日期变得更容易了，因为使用版权页或扉页印刷出版地点和年份的做法变得更加普遍。 

## 类型
摇篮本印可以分为两种类型：一种是木版书，即每页都是由一个整体雕刻的木块印刷而成的；另一种则称为排印书（typograhic book），是由单独的金属活字在印刷机上印制而成的。一些学者认为“摇篮本”仅包括后者。
印刷术在意大利以及北方的城市中的广泛传播确保了文本和样式的多样性。许多早期字体是以当地手写体为蓝本或源自各种欧洲哥特体字体，但也有一些源自诸如卡克斯顿使用的字体。特别是在意大利，字体以人文主义者使用的手写体和书法为蓝本。
印刷商聚集在城市中心，那里有学者、教士、律师、贵族和专业人士等他们的主要客户群。从中世纪传统继承而来的拉丁语标准作品占了早期印刷品中的大部分，但随着书籍变得更便宜，白话作品（或标准作品的白话译本）开始出现。 

## 知名摇篮本

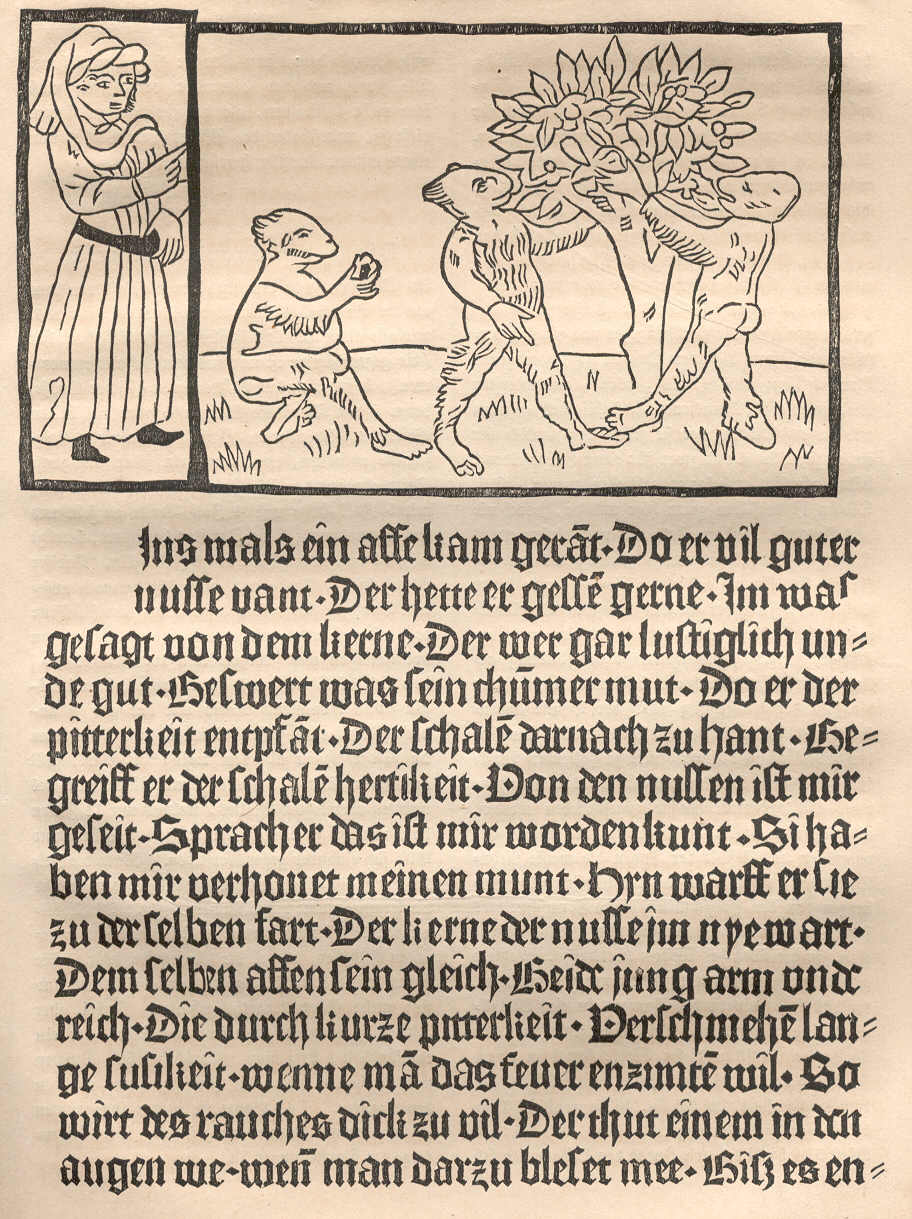
第一本包含插图的摇篮本是乌尔里希·伯纳的《宝石》（Der Edelstein ），由阿尔布雷希特·普菲斯特于1461年在班贝格印刷出版

著名的摇篮本书籍包括来自美因茨的两册书、1455年古腾堡圣经、1486年《圣地朝圣》（Peregrinatio in terram sanctam ，由埃哈德·赖威奇印刷与绘制插图）、1493年《纽伦堡编年史》（由哈特曼·舍德尔撰写并由安东·科伯格印刷）、1499年《寻爱绮梦》（由阿尔杜斯·马努提乌斯印刷）等。 
其他摇篮本的印刷者还包括奥格斯堡的君特·赞纳、斯特拉斯堡的若阿内斯·芒特林和海因里希·艾格斯、阿格诺的海因里希·格兰、布鲁日和伦敦的威廉·卡克斯顿以及威尼斯的尼古拉·詹森等。第一本包含木刻插图的摇篮本是乌尔里希·伯纳的《宝石》（Der Edelstein ），由阿尔布雷希特·普菲斯特于1461年在班贝格印刷。

## 后摇篮本
许多摇篮本并没有注明日期，需要复杂的书目分析才能正确为它们归类。后摇篮时代标志着一个发展时期，在此期间印刷书籍最终演变为具有标准格式的成熟制品。大约在1540年之后出版的书籍倾向于遵循包含作者、标题页、日期、卖方和印刷地点的模板。这使得识别任何特定版本变得更加容易。
如上所述，将印刷品以某一特定的截止日期分类很方便，但这一日期是一个任意的选择，它没有反映1500年左右印刷史的发展过程。1500年后多年印刷的书籍仍然看起来很像是摇篮本，除了以阿尔杜斯·马努提乌斯1501年推出的意大利体印刷的小格式书籍之外。虽然有时会用“后摇篮本”这个词来指代1500年之后的一些印刷品，但专家对其具体的结束日期还未达成一致意见。对于在英国印刷的书籍，该术语通常涵盖范围为1501年至1520年，而对于在欧洲大陆印刷的书籍，涵盖范围则通常在1501年至1540年。

## 统计数据

印刷城镇

按地区划分的摇篮本分布示意图

按语言划分的摇篮本分布示意图

### 以下列表為藏有搖籃本的國家以及其機構列表
| 收藏圖書館                        | 地點                    | 國家   | 副本數 | 原版數 | 資料來源 |
| --------------------------------- | ----------------------- | ------ | ------ | ------ | -------- |
| 巴伐利亞州立圖書館                | 慕尼黑                  | 德国   | 20,000 | 9,756  | [ 18 ]   |
| 大英圖書館                        | 倫敦                    | 英国   | 12,500 | 10,390 | [ 19 ]   |
| 法國國家圖書館                    | 巴黎                    | 法國   | 12,000 | 8,000  | [ 20 ]   |
| 梵蒂岡宗座圖書館                  | 梵蒂冈                  | 梵蒂冈 | 8,600  | 5,400  | [ 21 ]   |
| 奥地利国家图书馆                  | 維也納                  | 奥地利 | 8,000  |        | [ 22 ]   |
| 俄罗斯国家图书馆                  | 聖彼得堡                | 俄羅斯 | 7,302  |        | [ 23 ]   |
| 符騰堡州立圖書館                  | 斯圖加特                | 德国   | 7,000  |        | [ 24 ]   |
| 博德利圖書館                      | 牛津                    | 英国   | 6,755  | 5,623  | [ 25 ]   |
| 國會圖書館                        | 華盛頓哥倫比亞特區      | 美国   | 5,700  |        | [ 26 ]   |
| 漢庭頓圖書館                      | 圣玛利诺 (加利福尼亚州) | 美国   | 5,537  | 5,228  |          |
| 俄罗斯国立图书馆                  | 莫斯科                  | 俄羅斯 | 5,360  |        | [ 27 ]   |
| 剑桥大学图书馆                    | 劍橋                    | 英国   | 4,650  |        | [ 28 ]   |
| 維托里奧·埃馬努埃萊三世國家圖書館 | 那不勒斯                | 義大利 | 4,563  |        | [ 29 ]   |
| 約翰·萊蘭茲圖書館                 | 曼徹斯特                | 英国   | 4,500  |        | [ 30 ]   |
| 柏林国立图书馆                    | 柏林                    | 德国   | 4,431  |        | [ 31 ]   |
| 丹麦皇家图书馆                    | 哥本哈根                | 丹麦   | 4,425  |        | [ 32 ]   |
| 哈佛大學                          | 剑桥 (马萨诸塞州)       | 美国   | 4,389  | 3,627  | [ 33 ]   |
| 捷克共和國國家圖書館              | 布拉格                  | 捷克   | 4,200  |        | [ 34 ]   |
| 佛羅倫薩國立中央圖書館            | 佛罗伦萨                | 義大利 | 4,089  |        | [ 35 ]   |
| 亞捷隆大學圖書館                  | 克拉科夫                | 波蘭   | 3,671  |        | [ 36 ]   |
| 班貝格州立圖書館                  | 班貝格                  | 德国   | 3,550  |        | [ 37 ]   |
| 耶魯大學圖書館                    | 纽黑文                  | 美国   | 3,525  |        |          |

### 以下為根據摇篮本短目录（英语：Incunabula Short Title Catalogue）所記錄的搖籃本發行數量
本节中的数据来自摇篮本短目录（简称ISTC）。
ISTC收录的摇篮本印刷城镇有282个。以现今的国界而言，它们分布在大约18个国家。按印刷品版本数量从高到低排行，分别是意大利、德国、法国、荷兰、瑞士、西班牙、比利时、英国、奥地利、捷克共和国、葡萄牙、波兰、瑞典、丹麦、土耳其、克罗地亚、塞尔维亚、黑山和匈牙利（见图）。
下表收录了20个15世纪的主要印刷地；与本节中其他数据一样，虽然给出了确切数字，但应视为一个估计值：
| 城镇或城市 | 版本数 | 占ISTC收录的百分比 |
| ---------- | ------ | ------------------ |
| 威尼斯     | 3,549  | 12.5               |
| 巴黎       | 2,764  | 9.7                |
| 罗马       | 1,922  | 6.8                |
| 科隆       | 1,530  | 5.4                |
| 里昂       | 1,364  | 4.8                |
| 莱比锡     | 1,337  | 4.7                |
| 奥格斯堡   | 1,219  | 4.3                |
| 斯特拉斯堡 | 1,158  | 4.1                |
| 米兰       | 1,101  | 3.9                |
| 纽伦堡     | 1,051  | 3.7                |
| 佛罗伦萨   | 801    | 2.8                |
| 巴塞尔     | 786    | 2.8                |
| 代芬特尔   | 613    | 2.2                |
| 博洛尼亚   | 559    | 2.0                |
| 安特卫普   | 440    | 1.5                |
| 美因茨     | 418    | 1.5                |
| 乌尔姆     | 398    | 1.4                |
| 施派尔     | 354    | 1.2                |
| 帕维亚     | 337    | 1.2                |
| 那不勒斯   | 323    | 1.1                |
| 全部       | 22,024 | 77.6               |

摇篮本以18种语言印刷，按数量从高到低排列分别是：拉丁语、德语、意大利语、法语、荷兰语、西班牙语、英语、希伯来语、加泰罗尼亚语、捷克语、希腊语、教会斯拉夫语、葡萄牙语、瑞典语、布列塔尼语、丹麦语、弗里斯兰语和撒丁尼亚语（见图）。
只有大约十分之一的版本（数量约3000）有插图、木刻或金属刻画。
最常见的摇篮本是1493年舍德尔《纽伦堡编年史》，现存大约有1250份副本（同时也是插图最多的版本）。许多摇篮本只有单独的副本，但平均而言，每个版本大约有18份副本留存下来。古腾堡圣经有48或49份已知副本，是一个相对普遍的版本（尽管仍旧非常有价值）。由于大多数图书馆将多卷作品中的单卷以及缺少总页数一半以上的残本视为单独的作品，因此计算现存摇篮本的准确数量变得十分复杂。一个完整的摇篮本可仅能由一张纸条组成，或者也可能多达十卷。 
在格式方面，29000多个版本中包括2000个单面印张（broadside）、9000个对开本、15000个四开本、3,000个八开本、18个十二开本、230个十六开本、20个三十二开本和3个六十四开本。
ISTC目前共收录了528份威廉·卡克斯頓印刷书籍的副本，加上128份残本，总共有656份，尽管许多都是单面印张或非常不完整。 
除了一些迁移到北美和日本大学中收藏的摇篮本外，过去五个世纪中摇篮本几乎没有什么转移。南半球没有印刷过摇篮本，现在也只拥有不到2000份副本，大约97.75%留在赤道以北地区。然而，每年都有许多摇篮本通过拍卖或善本交易出售。 